# Velarifictorus sahyadrensis
Velarifictorus sahyadrensis is een rechtvleugelig insect uit de familie krekels (Gryllidae). De wetenschappelijke naam van deze soort is voor het eerst geldig gepubliceerd in 1991 door Vasanth.